# Zinkbromide
Zinkbromide is het zout van het metaal zink en het halogeen broom, met als brutoformule ZnBr2.

## Synthese
Zinkbromide kan bereid worden door een aantal verschillende reacties:
{\displaystyle {\ce {BaBr2 + ZnSO4 -> BaSO4 + ZnBr2}}}
{\displaystyle {\ce {Zn + 2HBr -> ZnBr2 + H2}}}
{\displaystyle {\ce {Zn + Br2 -> ZnBr2}}}
{\displaystyle {\ce {ZnO + 2HBr -> ZnBr2 + H2O}}}

## Eigenschappen en reacties
De stof deelt veel eigenschappen met zinkchloride. Zinkbromide is hygroscopisch en vormt een hydraat met de structuurformule ZnBr2 · 2 H2O. Zinkbromide lost goed op in water en creëert daarbij een zure oplossing. Vanwege de eveneens goede oplosbaarheid in organische oplosmiddelen, is de stof geschikt om te worden gebruikt als lewiszuur in organische reacties.

## Toepassingen
- In de organische chemie als lewiszuur.
- Oplossingen in water van zinkbromide worden gebruikt om te beschermen tegen straling.
- In een flowbatterij.
- In de olie-industrie.